# Bilbao Athletic
Athletic Club "B", cunoscut și ca Bilbao Athletic, este un club de fotbal din Bilbao, Spania, care evoluează în Segunda División B, grupa a II-a. Fondat în 1964, acesta este echipa de rezervă a clublui Athletic Bilbao, jucându-și meciurile pe arena Instalaciones de Lezama cu o capacitate de 4.500 de locuri.
Întrucât este o echipă de rezervă, aceasta nu are perimisiunea de a promova în Primera División, și nici de a participa în Copa del Rey.

## Istoric
- Ca farm team:
  - Club Atlético de Bilbao Amateur (1964–66)
  - Bilbao Atlético Club (1966–72)
  - Bilbao Athletic Club (1972–91)

- Ca echipă de rezervă:
  - Athletic Club B (1991–)

## Istoric evoluții
- Ca farm team

| Sezon   | Divizia  | Poziția | Copa del Rey |
| ------- | -------- | ------- | ------------ |
| 1964/65 | Regional | —       |              |
| 1965/66 | Regional | —       |              |
| 1966/67 | 3ª       | 1st     |              |
| 1967/68 | 3ª       | 3rd     |              |
| 1968/69 | 3ª       | 1st     |              |
| 1969/70 | 2ª       | 13th    |              |
| 1970/71 | 3ª       | 5th     |              |
| 1971/72 | 3ª       | 9th     |              |
| 1972/73 | 3ª       | 5th     |              |
| 1973/74 | 3ª       | 13th    |              |
| 1974/75 | 3ª       | 8th     |              |
| 1975/76 | 3ª       | 4th     |              |
| 1976/77 | 3ª       | 4th     |              |
| 1977/78 | 2ªB      | 5th     |              |

| Sezon   | Divizia | Poziția | Copa del Rey |
| ------- | ------- | ------- | ------------ |
| 1978/79 | 2ªB     | 7th     |              |
| 1979/80 | 2ªB     | 12th    |              |
| 1980/81 | 2ªB     | 3rd     |              |
| 1981/82 | 2ªB     | 10th    |              |
| 1982/83 | 2ªB     | 1st     |              |
| 1983/84 | 2ª      | 2nd     |              |
| 1984/85 | 2ª      | 15th    |              |
| 1985/86 | 2ª      | 7th     |              |
| 1986/87 | 2ª      | 6th     |              |
| 1987/88 | 2ª      | 17th    |              |
| 1988/89 | 2ªB     | 1st     |              |
| 1989/90 | 2ª      | 3rd     |              |
| 1990/91 | 2ª      | 13th    |              |

- Ca echipă de rezervă

| Sezon   | Divizia | Poziția |
| ------- | ------- | ------- |
| 1991/92 | 2ª      | 13th    |
| 1992/93 | 2ª      | 15th    |
| 1993/94 | 2ª      | 14th    |
| 1994/95 | 2ª      | 16th    |
| 1995/96 | 2ª      | 18th    |
| 1996/97 | 2ªB     | 12th    |
| 1997/98 | 2ªB     | 2nd     |
| 1998/99 | 2ªB     | 6th     |
| 1999/00 | 2ªB     | 8th     |
| 2000/01 | 2ªB     | 6th     |
| 2001/02 | 2ªB     | 6th     |
| 2002/03 | 2ªB     | 4th     |

| Sezon   | Divizia | Poziția |
| ------- | ------- | ------- |
| 2003/04 | 2ªB     | 11th    |
| 2004/05 | 2ªB     | 9th     |
| 2005/06 | 2ªB     | 6th     |
| 2006/07 | 2ªB     | 15th    |
| 2007/08 | 2ªB     | 15th    |
| 2008/09 | 2ªB     | 11th    |
| 2009/10 | 2ªB     | 15th    |
| 2010/11 | 2ªB     | 12th    |
| 2011/12 | 2ªB     | 8th     |
| 2012/13 | 2ªB     | 3rd     |
| 2013/14 | 2ªB     | 5th     |
| 2014/15 | 2ªB     | –       |

- 13 sezoane în Segunda División
- 22 sezoane în Segunda División B
- 10 sezoane în Tercera División
- 2 sezoane în Categorías Regionales

## Lotul actual
As of 20 April 2014
| Nr. |        | Poziție | Jucător            |
| --- | ------ | ------- | ------------------ |
|     | Spania | P       | Kepa Arrizabalaga  |
|     | Spania | P       | Gorka Magunazelaia |
|     | Spania | F       | Igor Arnáez        |
|     | Spania | F       | Unai Bustinza      |
|     | Spania | F       | Markel Etxeberria  |
|     | Spania | F       | Jon García         |
|     | Spania | F       | Mikel Fernández    |
|     | Spania | M       | Ager Aketxe        |
|     | Spania | M       | Iñigo Eguaras      |
|     | Spania | M       | Óscar Gil          |
|     | Spania | M       | Iker Guarrotxena   |

| Nr. |        | Poziție | Jucător             |
| --- | ------ | ------- | ------------------- |
|     | Spania | M       | Jon Iru             |
|     | Spania | M       | Iñigo Lekue         |
|     | Spania | M       | Egoitz Magdaleno    |
|     | Spania | M       | Unai López          |
|     | Spania | M       | Iker Undabarrena    |
|     | Spania | M       | Jonxa Vidal         |
|     | Spania | A       | Mario Barco         |
|     | Spania | A       | Guillermo Fernández |
|     | Spania | A       | Sabin Merino        |
|     | Spania | A       | Iñaki Williams      |

## Palmares

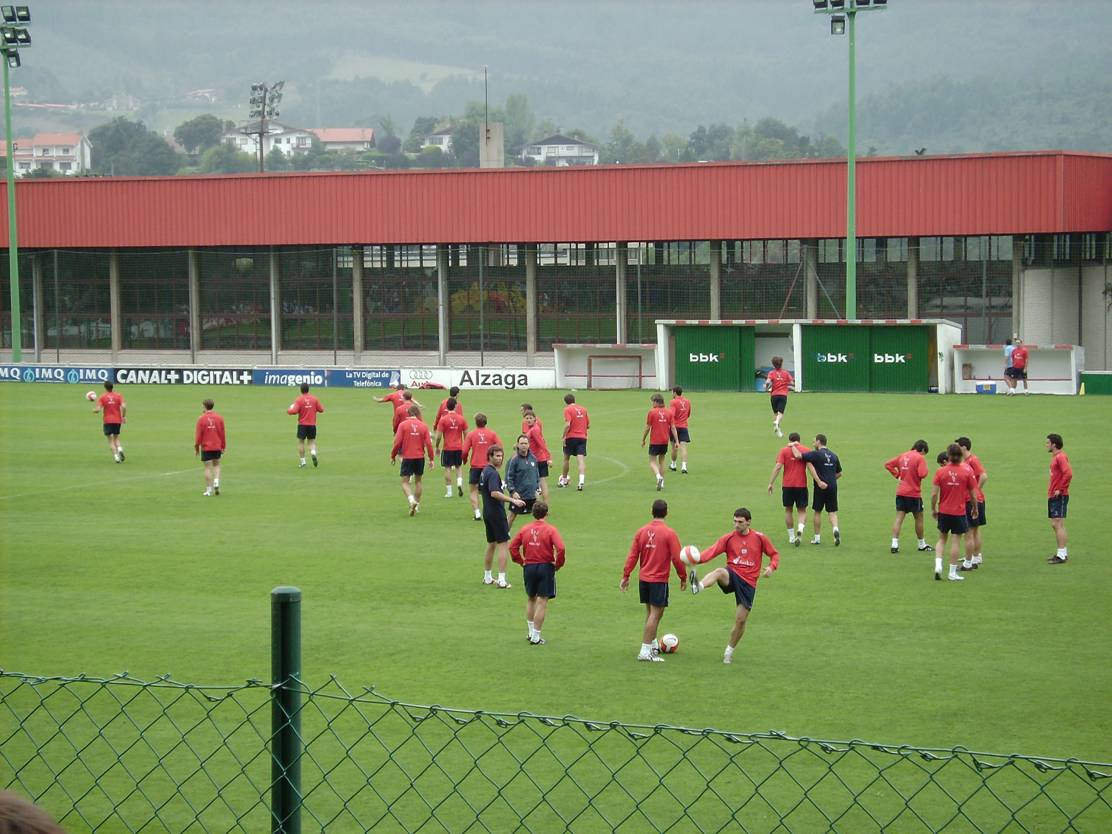
Bilbao Athletic in training

- Campionatul Vizcayan: 1938–39
- Third Division: 1982–83, 1988–89
- Fourth Division: 1966–67, 1968–69

## Antrenori selecți
- Javier Clemente
- Agustín Gaínza
- José Ángel Iribar
- Rafa Iriondo

## Jucători notabili
| - Aritz Aduriz - José Ramón Alexanko - Rafael Alkorta - Genar Andrinúa - Daniel Aranzubia - Estanislao Argote - Joseba Arriaga - Daniel Astrain - Beñat - Dani - Miguel de Andrés - Óscar de Marcos - Asier del Horno | - Xabier Eskurza - Felipe - Patxi Ferreira - José Ramón Gallego - Carlos García - Ander Garitano - Andoni Goikoetxea - Javi González - Julen Guerrero - Carlos Gurpegui - Gorka Iraizoz - Andoni Iraola - Ander Iturraspe | - Aitor Karanka - Iñaki Lafuente - Andoni Lakabeg - Aitor Larrazábal - Iñigo Liceranzu - Fernando Llorente - Ricardo Mendiguren - Iker Muniain - Ander Murillo - José María Núñez - Luis Prieto - Txetxu Rojo - Carlos Ruiz | - Julio Salinas - Patxi Salinas - Manuel Sarabia - Miguel Ángel Sola - Markel Susaeta - Santiago Urquiaga - Josu Urrutia - Ismael Urtubi - Juan José Valencia - Óscar Vales - Francisco Yeste - Andoni Zubizarreta - Fernando Amorebieta |